# Aphyosemion seegersi
Aphyosemion seegersi е вид лъчеперка от семейство Nothobranchiidae.

## Разпространение
Видът е разпространен в Габон и Република Конго.

## Описание
На дължина достигат до 3,5 cm.